# Kunstjahr 1874
Liste der Kunstjahre

◄◄ | ◄ | 1870 | 1871 | 1872 | 1873 | Kunstjahr 1874 | 1875

Weitere Ereignisse
1874 ist das Jahr, in dem sich der Begriff des Impressionismus in der Rezension der Malerei etabliert. In einer Gruppenausstellung stellen im Atelier des Fotografen Nadar in Paris dreißig Maler und Malerinnen ihre Werke aus, von denen viele in den folgenden Jahren dieser Stilrichtung zugerechnet werden. Mit Verweis auf Claude Monets Gemälde Impression – soleil levant (Impressions – Sonnenaufgang) wird der Begriff geprägt. Ob der Kunstkritiker Jules-Antoine Castagnary, der die Ausstellung positiv bewertet, oder sein Kollege Louis Leroy, der den Begriff in der Satirezeitschrift Le Charivari eher abwertend gebraucht, für die Begriffsschöpfung verantwortlich ist, wird in der kunsthistorischen Literatur uneinheitlich beantwortet. 
In Wien wird – zu spät für die Weltausstellung 1873 – der zweite Südbahnhof fertiggestellt und auf der Wiener Ringstraße werden die im Stil des Historismus geführten repräsentativen Bautätigkeiten intensiv weitergeführt.

## Ereignisse

### Archäologie

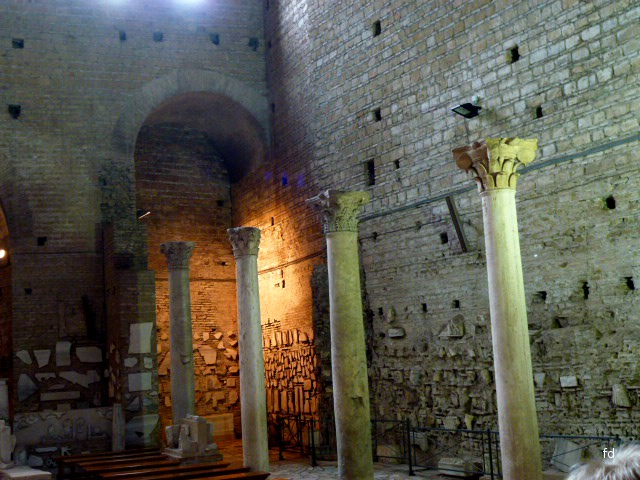
Säulen der Katakombenbasilika

- Die oberhalb der Domitilla-Katakomben errichtete Coemeterialbasilika Santi Nereo e Achilleo in Rom wird ausgegraben und wieder aufgebaut.
- 9. Dezember: In Athen wird unter Direktor Otto Lüders das Deutsche Archäologische Institut eröffnet. Die Aufgabe der Abteilung Athen ist die Unterstützung und Durchführung von Forschungen zur Klassischen Altertumswissenschaft und von archäologischen Forschungen deutscher Wissenschaftler.

### Architektur

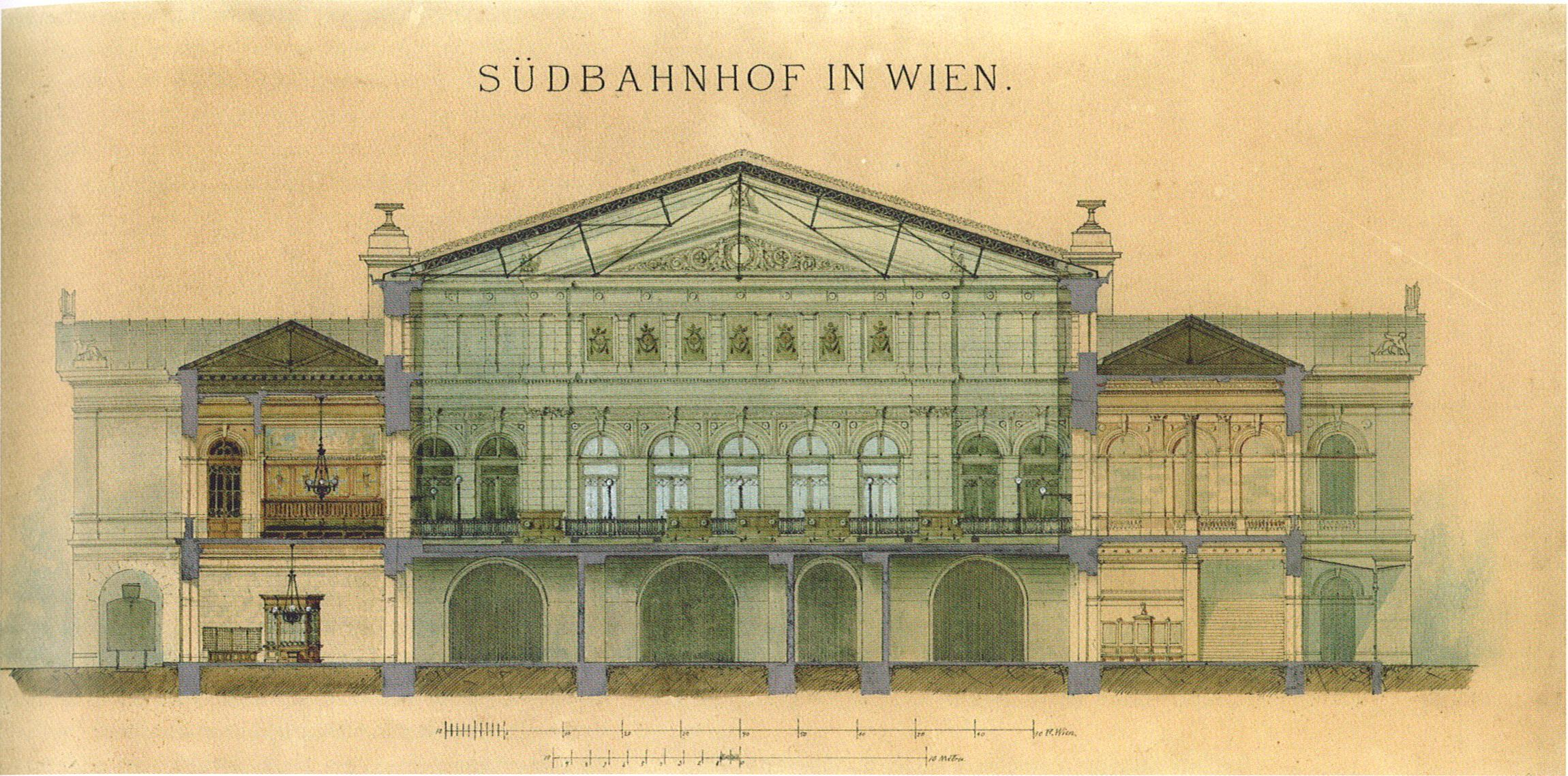
Originalplan des Querschnittes des zweiten Südbahnhofs

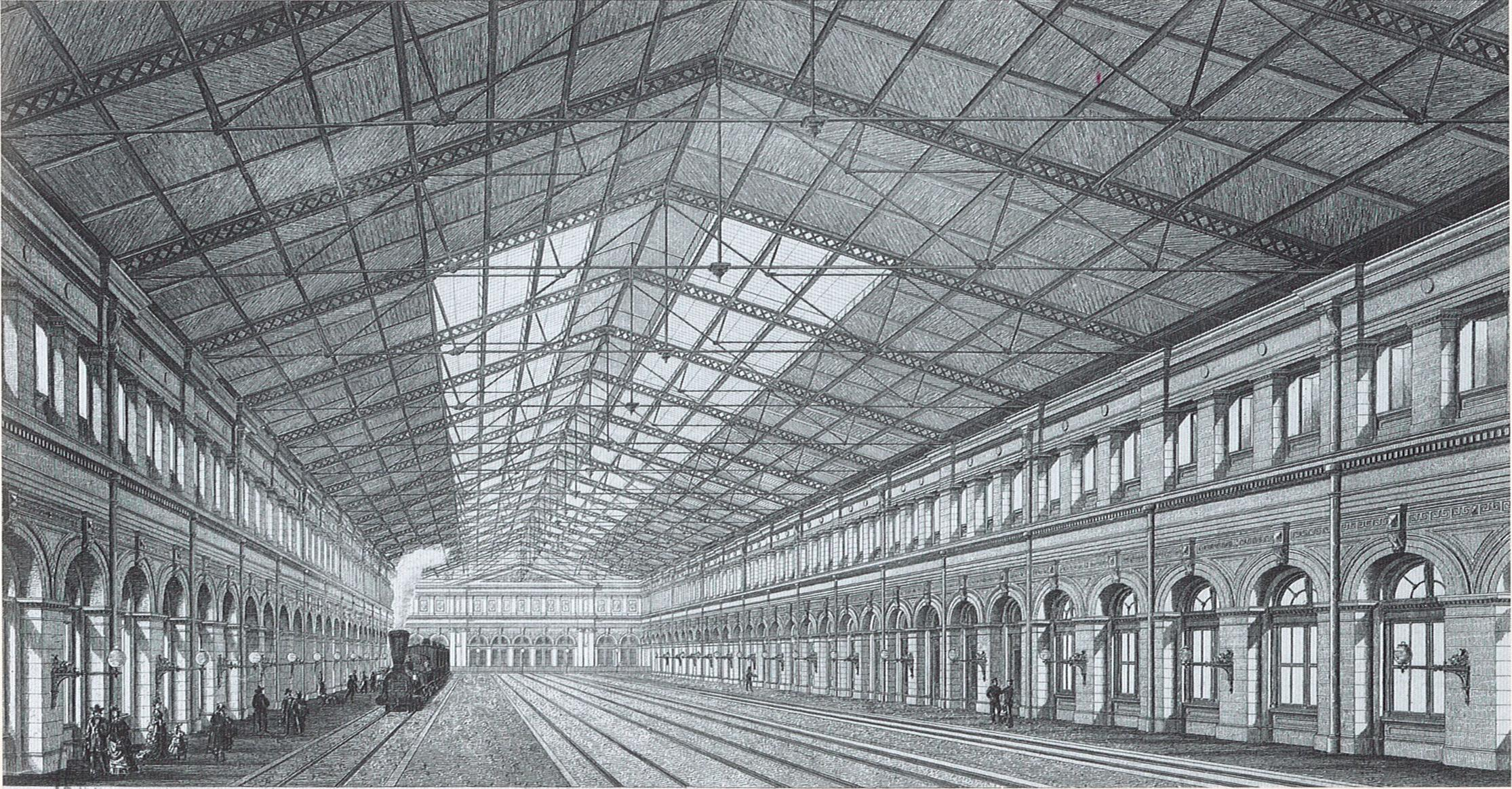
Bahnhofshalle um 1870

- Der von Wilhelm von Flattich anstelle des Gloggnitzer Bahnhofs errichtete zweite Wiener Südbahnhof wird fertiggestellt. Das im Stil der Neorenaissance ausgeführte Gebäude ist eines der wertvollsten Stücke österreichischer Eisenbahnarchitektur der Gründerzeit.
- 2. September: In Wien erfolgt die Grundsteinlegung für das von Theophil von Hansen entworfene Parlamentsgebäude an der Ringstraße.

### Malerei

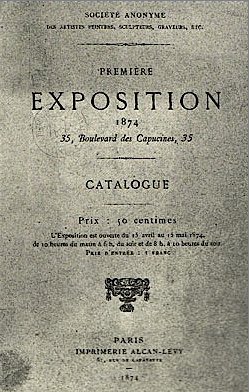
Katalogtitel zur Ersten Gruppenausstellung 1874

- 15. April – 15. Mai: Erste Gruppenausstellung der Impressionisten: In Paris stellen im Atelier des Fotografen Nadar in Paris dreißig Maler und Malerinnen ihre Werke aus. Darunter befindet sich auch Claude Monets Bild Impression, soleil levant. Die davon inspirierte Artikelüberschrift L'exposition des Impressionistes gibt der neuen Kunstrichtung Impressionismus ihren Namen.

- Bei einem Aufenthalt in London malt der britische Impressionist Alfred Sisley in Öl auf Leinwand die Brücke von Hampton Court und setzt damit der 1865 errichteten dritten Hampton Court Bridge ein Denkmal. In dieser Zeit entstehen auch die Gemälde Unter der Brücke von Hampton Court und Regatta in Hampton Court.

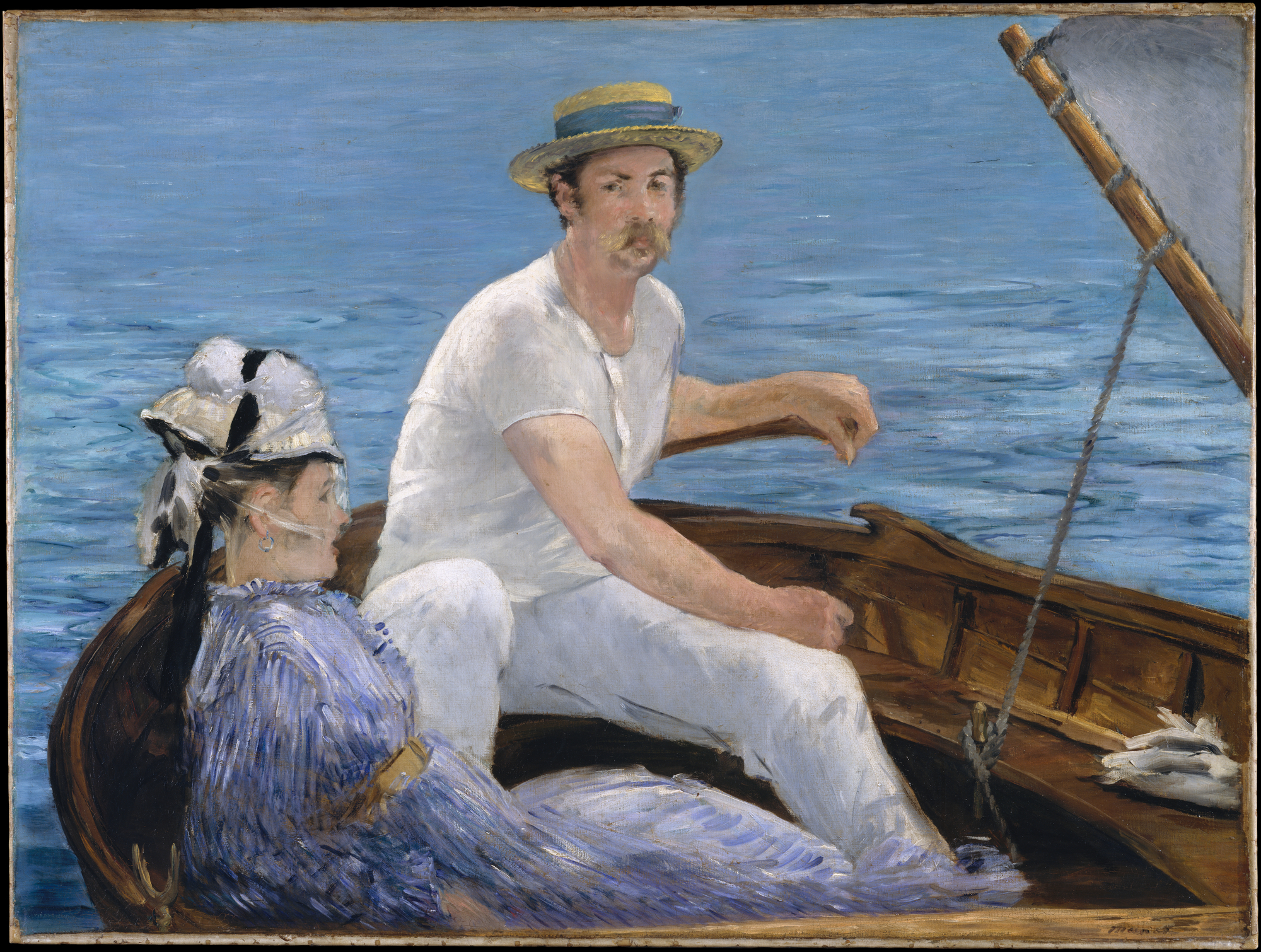
Manet, Im Boot

- Das Ölgemälde Im Boot von Édouard Manet stößt auf gemischte Kritiken. Die Malerin Mary Cassatt ist begeistert von dem Bild, der Kunstkritiker Louis de Fourcaud hingegen findet es zu rau und skizzenhaft gemalt. Das Werk entsteht zu einer Zeit, als sich Manet, dem Impressionismus gegenüber, dem er sich selbst nie zugehörig sieht, etwas aufgeschlossener zeigt.

### Museen und Ausstellungen
- 15. September: Das Museum für Kunst und Gewerbe Hamburg wird gegründet. Es befindet sich zunächst in einem „provisorischen Ausstellungslocal“ bei St. Annen. Im gleichen Jahr erkennt der Senat den Standortnachteil Hamburgs im Kunstgewerbe und bewilligte die Finanzierung des Museums zur Förderung des regionalen Kunstgewerbes.
- Die Pfalzgalerie Kaiserslautern wird auf Initiative des pfälzischen Regierungspräsidenten Paul von Braun durch Carl Spatz als Gewerbemuseum gegründet.
- Das Walters Art Museum in Baltimore im US-Bundesstaat Maryland wird von William Thompson Walters in seinem Wohnhaus eröffnet, um seine seit 1850 erworbene umfangreiche Sammlung einem breiten Publikum zu zeigen.

## Geboren

### Erstes Halbjahr
- 19. Januar: Bruno Paul, deutscher Architekt und Kunsthandwerker († 1968)
- 11. Februar: Elsa Beskow, schwedische Kinderbuchautorin, Malerin und Illustratorin († 1953)
- 05. März: Arthur Schönberg, deutscher Maschinenbauingenieur und Mitbegründer des Deutschen Museums, Opfer des Holocaust († 1943)
- 09. März: Sonia Lewitska, ukrainische Malerin, tätig in Paris († 1937)
- 15. April: Karl Ernst Osthaus, deutscher Kunstmäzen, Planer und Gestalter († 1921)
- 27. April: Rudolf Linnemann, deutscher Architekt, Innenarchitektur und Glasmaler († 1916)
- 30. April: Martha Burkhardt, Schweizer Malerin, Zeichnerin, Illustratorin, Fotografin, Autorin und Sozialfürsorgerin († 1956)
- 02. Mai: Hugo Eberhardt, deutscher Architekt († 1959)
- 04. Mai: Bernhard Hoetger, deutscher Bildhauer, Maler und Kunsthandwerker († 1949)
- 11. Mai: Einar Jónsson, isländischer Bildhauer († 1954)
- 17. Mai: Martha Bernstein, deutsche Malerin († 1955)
- 27. Mai: Ferdinand Tutenberg, deutscher Landschaftsgärtner († 1949)
- 04. Juni: Max Dvořák, österreichischer Kunsthistoriker († 1921)
- 10. Juni: Ernst Haiger, deutscher Architekt († 1952)

### Zweites Halbjahr
- 12. Juli: Elsa von Freytag-Loringhoven, deutsche Künstlerin des Dadaismus († 1927)
- 28. Juli: Joaquín Torres García, uruguayischer Maler († 1949)
- 29. Juli: Emmy Paungarten, österreichische Malerin († 1947)
- 08. August: Tristan Klingsor, französischer Schriftsteller, Maler, Komponist und Musikkritiker († 1966)
- 20. August: Violet Schiff, britische Kunst- und Literaturmäzenin († 1962)
- 30. August: Emilie Flöge, österreichische Designerin, Modeschöpferin, Unternehmerin und Lebensgefährtin von Gustav Klimt († 1952)
- 01. September: Gertrud Bürgers-Laurenz, deutsche Malerin († 1936)
- 25. September: Georg Metzendorf, deutscher Architekt († 1934)
- 09. Oktober: Nicholas Roerich, russischer Maler und Schriftsteller († 1947)
- 16. Oktober: Otto Mueller, deutscher Maler des Expressionismus († 1930)
- 17. Oktober: Julio Fossa Calderón, chilenischer Maler († 1946)
- 26. Oktober: Abby Aldrich Rockefeller, US-amerikanische Mäzenin und Mitbegründerin des Museum of Modern Art († 1948)
- 04. November: Charles Despiau, französischer Bildhauer († 1946)
- 09. November: Julio Romero de Torres, spanischer Maler († 1930)
- 26. November: Konrad Hustaedt, deutscher Heimatforscher, Kunsthistoriker und Landeskonservator († 1948)

## Gestorben

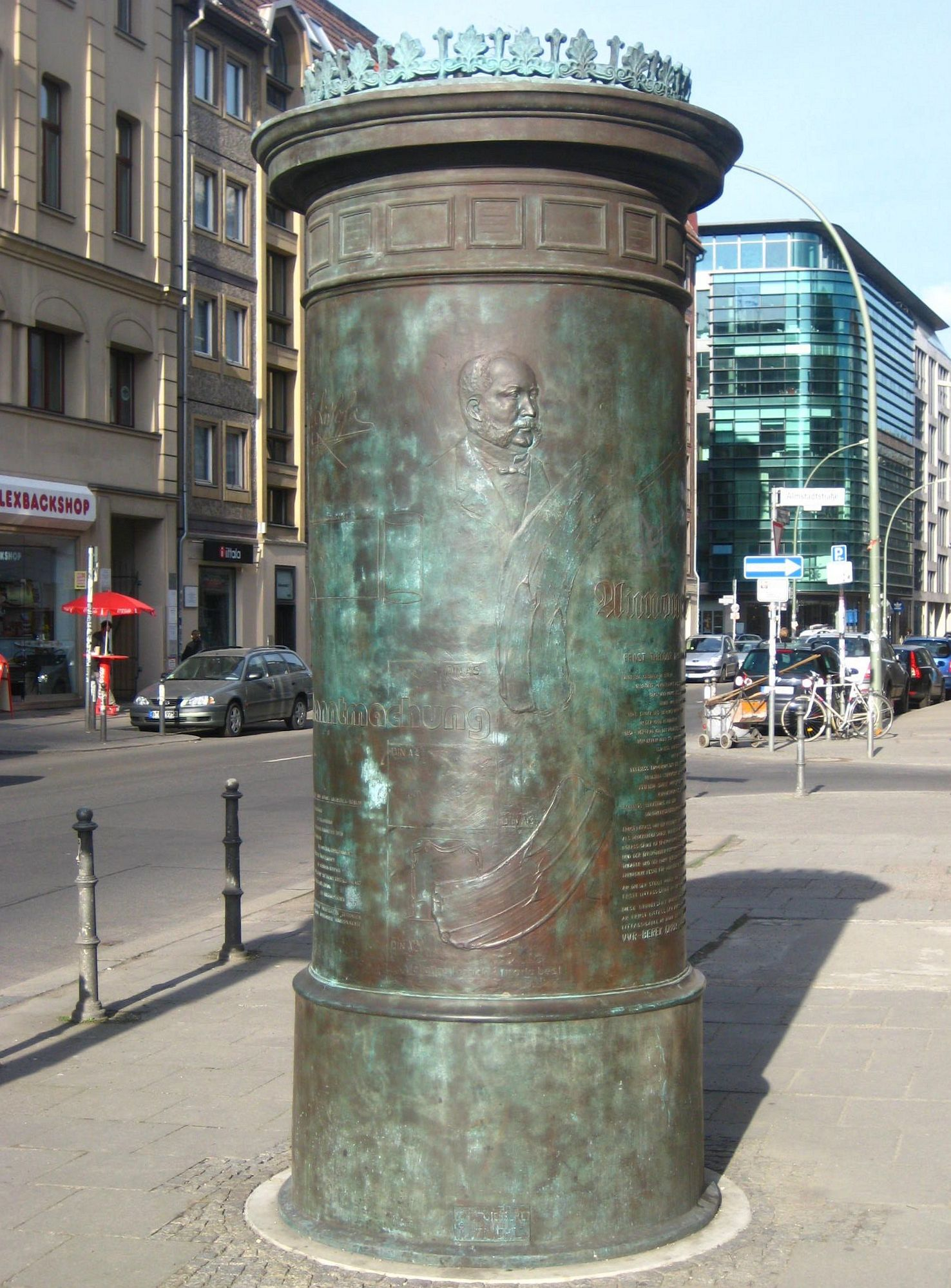
Litfaß-Denkmal in Berlin

- 13. Januar: Victor Baltard, französischer Architekt (* 1805)
- 07. April: Wilhelm von Kaulbach, deutscher Maler (* 1804)
- 20. April: Gustav Blaeser, deutscher Bildhauer (* 1813)
- 27. Dezember: Ernst Litfaß, deutscher Drucker und Erfinder (Litfaßsäule) (* 1816)